# Sis dies de Medellín
Els Sis dies de Medellín, era una cursa de ciclisme en pista, de la modalitat de sis dies, que es disputava a Medellín (Colòmbia). La seva primera i única es va córrer el 1997.

## Palmarès
| Any  | Primers                         | Segons                           | Tercers                         |
| ---- | ------------------------------- | -------------------------------- | ------------------------------- |
| 1997 | Silvio Martinello · Marco Villa | Gabriel Curuchet · Juan Curuchet | Joan Llaneras · Miquel Alzamora |